# Mona de nit del Perú
La mona de nit del Perú (Aotus miconax) és una espècie de primat del grup de les mones de nit (Aotidae). Més concretament, se'l classifica dins del grup de les mones de nit «de coll vermell». Igual que els altres animals d'aquest grup, la mona de nit del Perú és un primat relativament petit. Té el pelatge més llarg que els seus parents propers. Té una cua peluda que és més llarga que el cos.
Aquesta espècie es troba únicament a les regions andines del nord i el centre del Perú. El seu hàbitat són els boscos, especialment les selves nebuloses a entre 1.700 i 2.400 msnm.